# Palmas Arborea
Palmas Arborea ist ein sardisches Dorf mit 1501 Einwohnern (Stand 31. Dezember 2023) in der Provinz Oristano. Das Dorf liegt in der fruchtbaren Ebene des Campidano di Oristano.
Die Nachbargemeinden sind Ales, Oristano, Pau, Santa Giusta, Villa Verde und Villaurbana.